# لمخيس (إسلي)
لمخيس هي إحدى مشيخات المملكة المغربية، تتبع جغرافيا لعمالة وجدة أنكاد وإداريًا لإسلي. يقدر عدد سكانها بـ 11848 نسمة حسب الإحصاء الرسمي للسكان والسكنى لسنة 2004.